# ربد (كحلان عفار)

تعديل مصدري - تعديل

ربد هي إحدى قرى عزلة عفار بمديرية كحلان عفار التابعة لمحافظة حجة، بلغ تعداد سكانها 303 نسمة حسب تعداد اليمن لعام 2004.